# Charles Edward Merriam
Charles Edward Merriam (* 15. November 1874 in Hopkinton, Iowa; † 8. Januar 1953 in Rockville, Maryland) war ein Professor für Politikwissenschaft an der Universität Chicago und Mitbegründer des – streng individualistisch vorgehenden – behavioristischen Forschungsansatzes, auch Behavioralismus genannt. Er wird auch zur sogenannten Chicago School gerechnet.
1924/25 amtierte Merriam als Präsident der American Political Science Association (APSA). 1932 wurde er in die American Academy of Arts and Sciences und 1935 in die American Philosophical Society gewählt. Er war Berater der amerikanischen Präsidenten Herbert Hoover und Franklin D. Roosevelt.

## Wichtige Veröffentlichungen
- History of the Theory of Sovereignty since Rousseau, (Columbia University Press, 1900).
- A History of American Political Theories, (Macmillan, 1903).
- American Political Ideas: Studies in the Development of American Political Thought, 1865–1917, (Macmillan, 1920).
- The American Party System: An Introduction to the Study of Political Parties in the United States, (Macmillan, 1922).
- New Aspects of Politics, (University of Chicago Press, 1925).
- Four American Party Leaders: Henry Ward Beecher Foundation Lectures, (Macmillan, 1926).
- Chicago: A More Intimate View of Urban Politics, (Macmillan, 1929).
- The Making of Citizens: A Comparative Study of Methods of Civic Training, (University of Chicago Press, 1931).
- The Written Constitution and the Unwritten Attitude, (Richard R. Smith, 1931).
- Civic Education in the United States, (C. Scribner’s sons, 1934).
- Political Power: Its Composition & Incidence, (Whittlesey House, 1934).
- The Role of Politics in Social Change, (New York University Press, 1936).
- Prologue to Politics, (University of Chicago Press, 1939).
- The New Democracy and the New Despotism, (Whittlesey House, 1939).
- On the Agenda of Democracy, (Harvard University Press, 1941).
- Public & Private Government, (Yale University Press, 1944).
- Systematic Politics, (University of Chicago Press, 1945).
- Non-Voting: Causes and Methods of Control, with H. F. Gosnell, (University of Chicago Press, 1924).
- Primary Elections, with Louise Overacker, (University of Chicago Press, 1928).
- The American Government: Democracy in Action, with Robert E. Merriam, (Ginn and Company, 1954).
- A History of Political Theories, Recent Times: Essays on Contemporary Developments in Political Theory, co-edited with Harry Elmer Barnes, (Macmillan, 1924).